# Auro
Auro Alvaro da Cruz Junior (São Paulo, 23 januari 1996) - alias Auro  - is een Braziliaans voetballer die als rechtsback speelt. Hij stroomde in 2014 door vanuit de jeugd van São Paulo.

## Clubcarrière
Auro werd geboren in São Paulo en sloot zich ook aan in de jeugdacademie van São Paulo. Op 7 september 2014 debuteerde hij in de Braziliaanse Série A tegen Sport Club do Recife. Hij mocht na veertien minuten invallen voor Paulo Miranda. São Paulo won met 2-0 na een doelpunt van Alexandre Pato en een eigen doelpunt van Rithely.

## Statistieken
| Seizoen | Club      | Competitie | Wedstrijden | Doelpunten |
| ------- | --------- | ---------- | ----------- | ---------- |
| 2014    | São Paulo | Série A    | 12          | 0          |

2 Vinícius ·
3 Lewis ·
4 Longo ·
5 Arboleda ·
6 Welington ·
7 Moura ·
8 Galoppo ·
9 Calleri ·
10 Luciano ·
11 Nestor ·
13 Rafinha  ·
15 Araújo ·
16 Gustavo ·
17 Silva · 
18 Rodriguinho ·
20 Antônio ·
21 Bobadilla ·
22 Tressoldi ·
23 Rafael ·
25 Alisson ·
26 Liziero ·
27 Rato ·
28 Franco ·
29 Maia ·
30 Moreira ·
32 Ferraresi ·
33 Erick ·
35 Sabino ·
36 Lanza ·
37 Carmo ·
39 Gomes ·
44 Belém ·
46 Negrucci ·
47 Ferreira ·
50 Moraes ·
93 Jandrei ·
Coach: Zubeldía 
· Assistent-coach: Cruz